# Aristie
En philologie antique, on appelle aristie une série d'exploits individuels accomplis par un héros en transe, qui le fait entrer dans la légende et rend son nom digne d'être chanté. Le mot vient du grec ancien ἀριστεία / aristeía, qui signifie « vaillance, supériorité individuelle », et au pluriel « hauts faits, exploits ».

## Caractéristiques des aristies
« Poème de la force », selon l'expression de Simone Weil, l’Iliade présente les meilleures illustrations de l'aristie. Sa description présente des traits communs : le héros s'élance contre une masse d'ennemis indistincts, dont le poète donne quelques noms de temps à autre. L'aristie culmine en un ou plusieurs duels avec d'importants adversaires.
Le guerrier sur sa lancée est comparé à un animal sauvage (usuellement un lion) lancé contre des hommes ou des animaux domestiques, dont il fait sa proie. Ainsi d'Achille : 

« Tel un lion cruel, que tous les hommes du pays

Brûlent de mettre à mort ; tout d'abord, il va, dédaigneux ;

Mais qu'un gars belliqueux vienne à le toucher de sa lance,

Soudain il se ramasse, gueule ouverte, écume aux dents,

Et son âme vaillante gronde au fond de sa poitrine ; (...)

Tel, poussé par sa fougue et son cœur audacieux,

Achille courut au-devant du magnanime Énée. »

— (XX, 165-175)
Le guerrier est également comparé à une force naturelle que rien ne peut arrêter. À propos de Diomède :

« Il courait dans la plaine, tel un fleuve qui déborde

Par temps d'orage, et dont les eaux soudain rompent les digues ;

Rien ne saurait ni le retenir, ni les digues compactes protégeant les vergers florissants ;

Il vient d'un coup, sitôt que Zeus le prend sous ses averses,

Et fait crouler de toutes parts le bon travail des hommes ;

Tels les bataillons troyens, devant le Tydéide,

Se débandaient sans pouvoir l'arrêter, parmi leur nombre »

— (V, 87-94)
Cet état s'accompagne parfois de manifestations visuelles : 

« Alors, Pallas Athènè donna la force et l'audace au Tydéide Diomède, 

afin qu'il s'illustrât entre tous les Argiens et remportât une grande gloire. 

Et elle fit jaillir de son casque et de son bouclier un feu inextinguible, 

semblable à l'étoile de l'automne qui éclate et resplendit hors de l'Okéanos. 

Tel ce feu jaillissait de sa tête et de ses épaules. 

Et elle le poussa dans la mêlée où tous se ruaient tumultueusement. »

— V, trad. Leconte de Lisle.
Ainsi déshumanisé, le guerrier peut en parvenir à menacer les dieux : Apollon poursuivi par Diomède doit lui rappeler que les dieux et les hommes sont deux races distinctes. Diomède recule alors, mais seulement d'un pas. De fait, le héros dans son aristie ne se soucie plus de ce qui l'entoure : il est porté par la seule idée de combattre. Simone Weil indique ainsi dans l’Iliade ou le poème de la force :

« Celui qui possède la force marche dans un milieu non résistant, sans que rien, dans la matière humaine autour de lui, soit de nature à susciter entre l'élan et l'acte ce bref intervalle où se loge la pensée. »

De fait, le guerrier est en transe. Il est porté par une fureur sacrée, qui le fait briller, au sens propre et figuré, dans la bataille :

« Ses dents [Achille] se heurtaient bruyamment, et ses yeux qui brillaient

Avaient le vif éclat du feu. »

— (XIX, 365-366)
Ainsi, Hector oppose la beauté du guerrier sur le champ de bataille à celle de son frère Pâris, coquet et bien vêtu.
Au cours du chant V, il est inspiré directement par Athéna, qui lui transmet la fougue des héros de jadis :

« Attaque à présent les Troyens sans crainte, Diomède.

Dans ta poitrine j'ai jeté la fougue de ton père,

Ce feu qu'avait le brave conducteur de chars Tydée »

— (V, 124-126)
Pandare, fils de Lycaon, déclare en le voyant dans la bataille qu'« un dieu anime sa fureur » (v. 185). Énée note également que Diomède paraît un dieu « courroucé qui s'emporte pour quelque manquement. Terrible est le courroux d'un dieu ! » (v. 177-178). De fait, la force et l'habileté du héros sont décuplées : Diomède peut soulever une pierre que deux hommes peineraient à lever ; Achille est comme soulevé par des ailes.
Les aristies sont toujours très meurtrières : le héros y tue souvent plus d'une demi-douzaine d'ennemis, et en blesse plusieurs. Lors de l'aristie du chant V, Diomède tue ainsi six Troyens et blesse quatre personnes, dont Énée et Aphrodite en personne. Il ne se replie qu'en croisant Hector. Inversement, la grande majorité des morts de l'épopée surviennent au cours d'une aristie, et non au cours des combats habituels.

## Aristie etberserkir
Dans son article « Fougue et rage dans l'Iliade », Georges Dumézil reprend une comparaison classique entre l'aristie de l'épopée grecque et les berserkers décrits dans les sagas nordiques. Selon lui, les deux phénomènes ne sont pas comparables : l'aristie n'est pas une métamorphose. La comparaison établie par Homère entre les héros et un animal, Achille et un lion ou Hector et un sanglier par exemple, ne serait qu'une image littéraire. Si Pâris revêt une peau de panthère au chant III, et Dolon une peau de loup et une peau de fouine au chant X, ces vêtements ne leur confèrent aucune énergie animale.
Dumézil centre son étude sur le mot μένος / ménos (« fougue, fureur ») et ses dérivés : μεμαώς, ἐμμεμαώς, μενεαίνειν, etc. Contrairement au berserker, cette fougue n'exclut pas chez le héros la lucidité : lors de son aristie du chant XII, Hector écoute les conseils de Polydamas et n'envoie pas ses chars contre le mur achéen.

## Liste des aristies de l’Iliade
- Achille, XX, 156 et suiv., XXI.
- Agamemnon, XI, 91 et suiv.
- Diomède, V, 87 et suiv.
- Hector, X, 39-50.
- Patrocle, XVI, 256 et suiv.